# Thermá
Thermá (Therma) är en ort i Grekland.   Den ligger i prefekturen Nomós Serrón och regionen Mellersta Makedonien, i den nordöstra delen av landet, 300 km norr om huvudstaden Aten. Thermá ligger 62 meter över havet och antalet invånare är 426.
Terrängen runt Thermá är kuperad åt sydväst, men åt nordost är den platt. Runt Thermá är det glesbefolkat, med 19 invånare per kvadratkilometer. Närmaste större samhälle är Nigríta, 4,9 km väster om Thermá. Trakten runt Thermá består till största delen av jordbruksmark.